# Calanna
Calanna (tiếng Hy Lạp: Kalanne) là một đô thị ở tỉnh Reggio Calabria trong vùng Calabria, Ý, có cự ly khoảng 110 km về phía tây nam của Catanzaro và khoảng 9 km về phía đông bắc của Reggio Calabria. Tại thời điểm ngày 31 tháng 12 năm 2004, đô thị này có dân số 1.095 người và diện tích là 10,5 km².
Calanna giáp các đô thị: Fiumara, Laganadi, Reggio Calabria, San Roberto.